# Psylliodes coelestis
Psylliodes coelestis es una especie de insecto coleóptero de la familia Chrysomelidae.
Fue descrita científicamente en 2000 por Warchalowski.